# 혼잣말
혼잣말(문화어: 혼자말, private speech)은 소통, 스스로에 대한 지도, 자기 행동 규제를 위해 스스로에게 말하는 말하기이다. 2살에서 약 7살 사이의 어린이들은 혼잣말을 하는 것이 관찰될 수 있다. 청각적으로 들리기는 하지만 누군가를 위해서라거나 누군가를 향해 이야기하는 의도는 아니다. 혼잣말은 레프 비고츠키(1934/1986년), 장 피아제(1959년)에 의해 처음 연구되었다. 지난 30년 간 혼잣말은 여러 연구가들로부터 새로워진 집중을 받아왔다. 연구가들은 어린이들이 혼잣말을 하는 것과 자신의 작업 성취도 간의 긍정적인 상관관계를 지적해왔으며 이는 비고츠키에 의해 이전에 지적된 사실이다. 어린이들이 등교를 시작할 무렵에는 혼잣말을 하는 일이 줄다가 더 이상 혼잣말을 하는 일이 없어진다.

## 같이 보기
- 자아 커뮤니케이션